# Patrice Mugny
Patrice Mugny, né le 13 février 1953 à Genève (originaire du même lieu), est un journaliste et homme politique suisse. Il est député du canton de Genève au Conseil national de décembre 1999 à juin 2003, membre de l'exécutif de la ville de Genève de juin 2003 à mai 2011 et maire de Genève en 2007-2008.

## Biographie
Patrice Mugny est né le 13 février 1953 à Genève, dont il est également originaire. Fils de facteur syndicaliste, il effectue sa scolarité à Genève. Il est marié et père de deux enfants,.
Dans les années 1970, Patrice Mugny a diverses activités : il suit l’École internationale de théâtre et de mime de Jacques Lecoq à Paris, exerce comme comédien et musicien (accordéoniste) au Théâtre Mobile et au Théâtre populaire romand.
Au début des années 1980, il ouvre une salle de concert et participe à la création du groupe Post Tenebras Rock à Genève. Il est membre du comité du festival du Bois de la Bâtie.
Il devient journaliste à la fin des années 1980, à Radio Cité puis au quotidien Le Courrier, dont il est rédacteur en chef de 1992 à 1999.
De 1999 à 2011, Patrice Mugny est engagé en politique, au sein du parti des Verts.
Il s'est exprimé en 2003 dans un livre dirigé par Frédéric-Paul Piguet sur les Approches spirituelles de l’écologie. Il vit dans le Val d'Hérens en Valais en 2011-2013, où il écrit deux livres sur la vie rurale d’autrefois et d’aujourd’hui.
Il revient ensuite à Genève et s’établit à Presinge en 2013 (il y sera adjoint au maire entre 2015 et 2019). Il est membre du comité de l’Institut des cultures arabes et méditerranéennes (membre fondateur et président en 2013 et 2014). Il publie deux livres sur la vie dans le quartier des Pâquis, concernant l’immigration et la prostitution. Putain de portraits est aussi une exposition, les entretiens ont été réalisés en collaboration avec Aspasie et le Bus Boulevards. Il publie aussi deux ouvrages de poésie.

## Parcours politique
Il s'engage en politique et est élu conseiller national écologiste de 1999 à 2003. Il y est membre de la Commission des finances (CdF). En parallèle, il est coprésident des Verts suisses en 2001 et 2002,.
Conseiller administratif de la ville de Genève de 2003 à 2011 à la tête du département de la culture, il est maire de Genève du 1er juin 2007 au 31 mai 2008. Il est alors membre de la fondation pour le musée d'ethnographie de Genève. C’est sous son impulsion que les cendres de la prostituée Grisélidis Réal ont été inhumées en 2009 au cimetière des Rois, privilège réservé à de rares personnalités. Son action à la tête de la culture en ville de Genève est qualifiée de « saupoudrage » par le journal satirique Vigousse.
Il est élu à l'exécutif de la commune de Presinge pour la période 2015-2020,. Il démissionne le 30 septembre 2019.

## Œuvres
- Patrice Mugny, La grenouille sur son nénuphar, Genève, Encre fraîche, 2016, 109 p. (ISBN 978-2-9701061-6-6) — Poésie
- Patrice Mugny, Le pli de l’éléphant, Genève, éd. des Sables, coll. « Rose des sables », 2016, 94 p. — Poésie
- Patrice Mugny et Haykel Ezzedinne (photographe), Voyage à la rue de Fribourg, ou, Une nouvelle Andalousie à Genève, Genève, Slatkine, 2015, 117 p. (ISBN 978-2-8321-0655-6)
- Patrice Mugny et Philippe Curchod (photographe), Putain de portraits, Genève, Slatkine, 2015, 96 p. (ISBN 978-2-8321-0671-6)
- Patrice Mugny, Mase autrefois, 1920-1950, Genève, Slatkine, 2012, 130 p. (ISBN 978-2-8321-0502-3)
- Patrice Mugny, Val d'Hérens : rencontres singulières, Genève, Slatkine, 2012, 115 p. (ISBN 978-2-8321-0534-4)
- Patrice Mugny, « L’écologie comme lutte contre l’indignité : Une question de foi dans la perspective de la théologie de la libération », dans Frédéric-Paul Piguet, Approches spirituelles de l’écologie, Paris, Charles Léopold Mayer, coll. « Dossiers pour un débat » (no 134), 2003, 126 p. (lire en ligne), p. 37-44
- Fernand Cuche et Patrice Mugny, Nous voulons une autre Suisse : entretiens avec Alain Maillard, Vevey, l’Aire, 2002, 227 p. (ISBN 2-88108-609-8)

Sélection d’articles
- Patrice Mugny, « Pierre Dufresne, un homme de courage, nous a quittés : il fut le défenseur des sans-voix », Le Courrier,‎ 27 mars 1996
- Patrice Mugny, « Chavanne l'humaniste est mort ! », Le Courrier,‎ 26 septembre 1990